# Bach (rabbin)
Pour les articles homonymes, voir Bach (homonymie) et Sirkis.
Joel Sirkis, dit le Ba"ch (hébreu : ב"ח, acronyme de Bayit Hadash, « Nouvelle Maison ») est un rabbin polonais des XVIe et XVIIe siècles (Lublin, 1561 - Cracovie, 4 mars 1640). Il est l’auteur de commentaires intégrés aux éditions classiques du Talmud de Babylone et d’ouvrages de Loi juive qui en ont fait l’un des plus importants décisionnaires de sa génération et du judaïsme ashkénaze en général.
Il est particulièrement connu pour avoir corrigé les erreurs et établi les meilleures versions du texte du Talmud.

## Éléments biographiques
Joel Sirkis est né à Lublin en Pologne en 1561
Il est le fils de Samuel (Hacohen) Jaffe-Sirkes et de Sarah (Hacohen) Jaffe-Sirkes. Il est l'époux de Baila Yaffa-Sirkis. Il est le père de Esther Ashkenazi (Sirkes - la fille du Bach); Shmuel Zvi Hirsch Naftali Sirkis; Rivkah Segal (Sirkis) [première épouse]; Aryeh Leib Sirkes; Menachem Mann, [de Brad] et de 6 autres.
Il devient rabbin de Proujany, aujourd'hui en Biélorussie. Il devient ensuite successivement rabbin de Lukow (en Pologne), de Lublin (en Pologne), de Medzhybizh (aujourd'hui, Medjybij, en Ukraine), de Belz (en Pologne, aujourd'hui en Ukraine), de Szydłówka (en Pologne), de Brest-Litovsk (aujourd'hui Brest, en Biélorussie) et finalement de Cracovie (Galicie, Pologne).
Il décède à Cracovie le 4 mars 1640, où il est inhumé, à l'âge de 79 ans.

## Œuvres
- (he) Bayit Chadash (La Maison Nouvelle), une allusion au verset de Deutéronome 22:8, dont les premières lettres Ba(yit) et Ch(adash), i.e. Bach vont donner son surnom à Joel Sirkis. Il devient connu comme le Bach.
- (he) Hagahot HaBach (Les gloses du Bach).
- (he) Meshiv Nefesh, commentaire sur le Livre de Ruth, publié à Lublin en 1616.
- (he) Teshuvot Ha-Bach (les Responsa du Bach).
- (he) Beurei Ha-Bach Le-Pardes Rimmonim, commentaire sur l'ouvrage fondamental sur le Pardès (Kabbale) de Moïse Cordovero.